# Покровская церковь (Красная Река)
Церковь Покрова Пресвятой Богородицы — бывшая приходская церковь в селе Красная Река Ульяновской области, Мелекесской епархии Симбирской митрополии Русской православной церкви. С 2018 года — памятник градостроительства и архитектуры РФ.

## История
Первая церковь в Красной Реке, в честь Святого Великомученика Димитрия Солунского, была построена после 1762 года, а село стало называться — Димитриевское Красная Речка тож.
В 1771 году село Красная Река практически полностью сгорело и было отстроено заново. В 1773 году в селе была построена новая деревянная церковь с престолом Покрова Пресвятой Богородицы, перестроена и освящена в 1858 году. В 1912 году построена новая каменная церковь.
В 1930 году церковь закрыли, сняли и раскололи колокола, разобрали часть колокольни, из здания сделали склад, а в дальнейшем использовали как спиртзавод.
По распоряжению Главы администрации Ульяновской области от 29.07.1999 года церковь стала объектом культурного наследия. Распоряжением Правительства Ульяновской области «О включении выявленных объектов культурного наследия в единый государственный реестр объектов культурного наследия (памятников истории и культуры) народов Российской Федерации и утверждении границ территорий объектов культурного наследия» № 363-пр от 10.08.2018 года церковь признана памятником градостроительства и архитектуры.
В 2012 году рядом с храмом была построена деревянная церковь с престолом Покрова Пресвятой Богородицы.

## Святыни
Сохранились несколько икон церкви:
- икона Серафима Саровского
- икона трёх святителей Иоанна Златоуста, Василия Великого и Григория Богослова
- икона Воскресение Иисуса Христа

## Описание
Каменный храм, расположен в центральной части села на большой площади, был построен в русско-византийском стиле. Благодаря внушительным размерам и удачному местоположению, церковь видна издалека и доминирует в окружающем ландшафте.
Церковь имеет «кораблевый» план: на оси восток—запад последовательно располагаются: невысокая полукруглая апсида, массивный храм, трапезная и притвор с колокольней. Храм имеет центрическую композицию и представляет собой кубовидный со срезанными углами объём, над центральной частью которого возвышается массивный восьмигранный барабан, увенчанный круговой аркадой из 16 арочных окон с лучистыми архивольтами обрамлены низкими круглыми колонками с базами и капителями. Храм перекрыт сферическим сводом. Купол храма был сделан из белой жести, ныне утрачен. С запада храм соединяется посредством небольшой трапезной с массивной колокольней, верхние ярусы которой разрушены. Сохранился кубический объём первого яруса, выполнявший функцию притвора, и невысокий четырёхугольный в плане объём второго яруса, грани которого прорезаны спаренными прямоугольными проёмами. Главный вход церкви расширен — срублена кирпичная кладка для проезда телег и автомашин к складу и спиртзаводу. В толще массивного северо-западного углового пилона сделан невысокий проход протяжённостью 5 метров.
Северный и южный фасады храма представлены ризалитами, завершёнными щипцами. Центры фасадов ризалитов раскрепован высокими арочными нишами, в верхней части которых вписаны тройные («византийские») окна, из которых среднее большее по размерам, а в нижней части имеется входной проём с арочным завершением. Западный фасад первого яруса колокольни также оформлен в виде ризалита, в центре которого расположен главный арочный вход в церковь, фланкированный спаренными полуколоннами, несущими спаренные архивольты, вместе образующие неглубокий портал. Внутри храм просторен и свободно обозрим. Храм с алтарём и трапезной сообщается посредством высоких арочных проходов. Толщина стен храма — более 7 метров. Стены изнутри церкви были оштукатурены и побелены. Пол устроен из каменных плит и покрыт метлахской плиткой.

## Духовенство
- священник Кольчин Яков Семёнович (до 1930 года, репрессирован)[8];

## Галерея

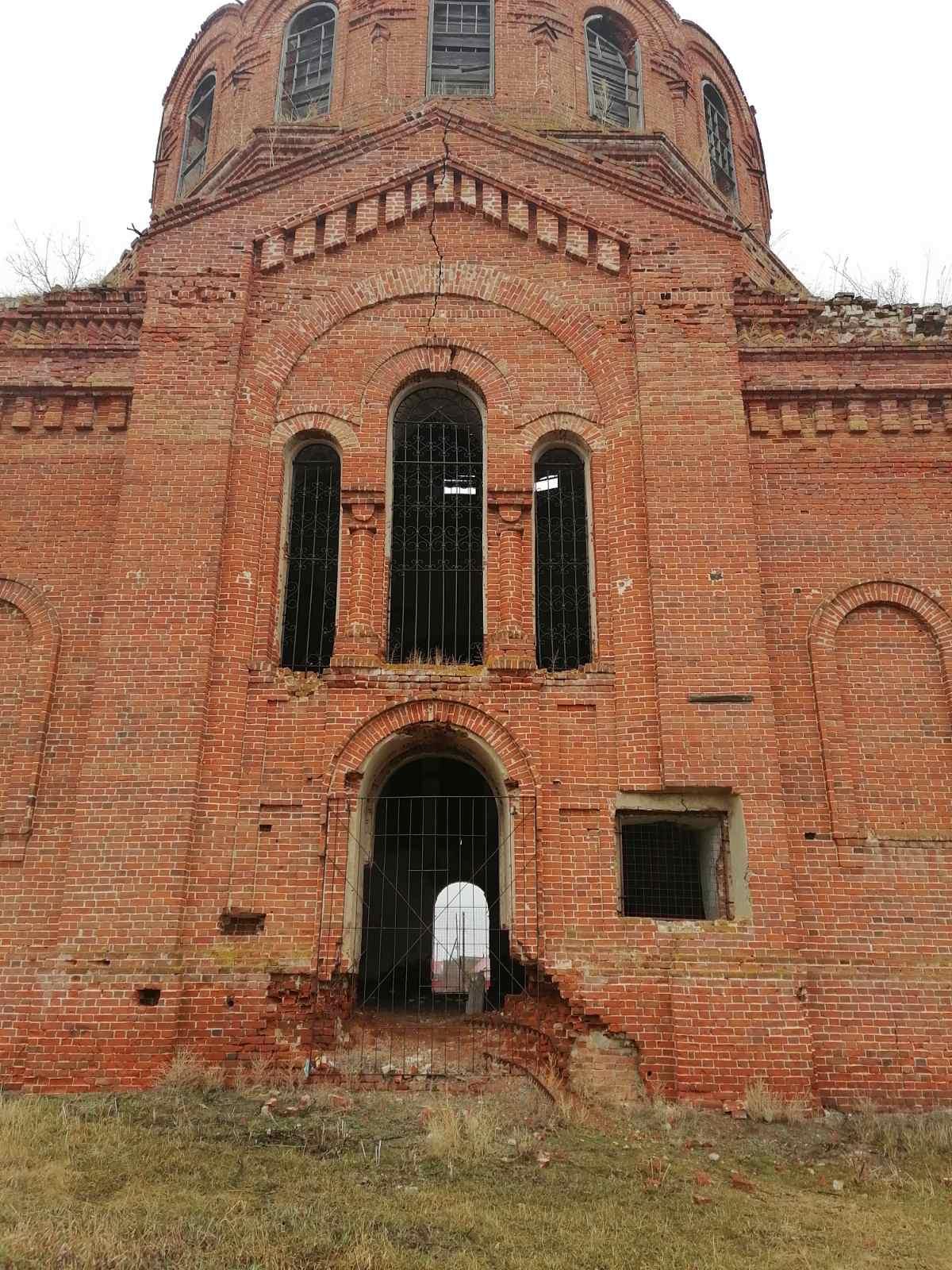
Храм в честь Покрова Пресвятой Богородицы.
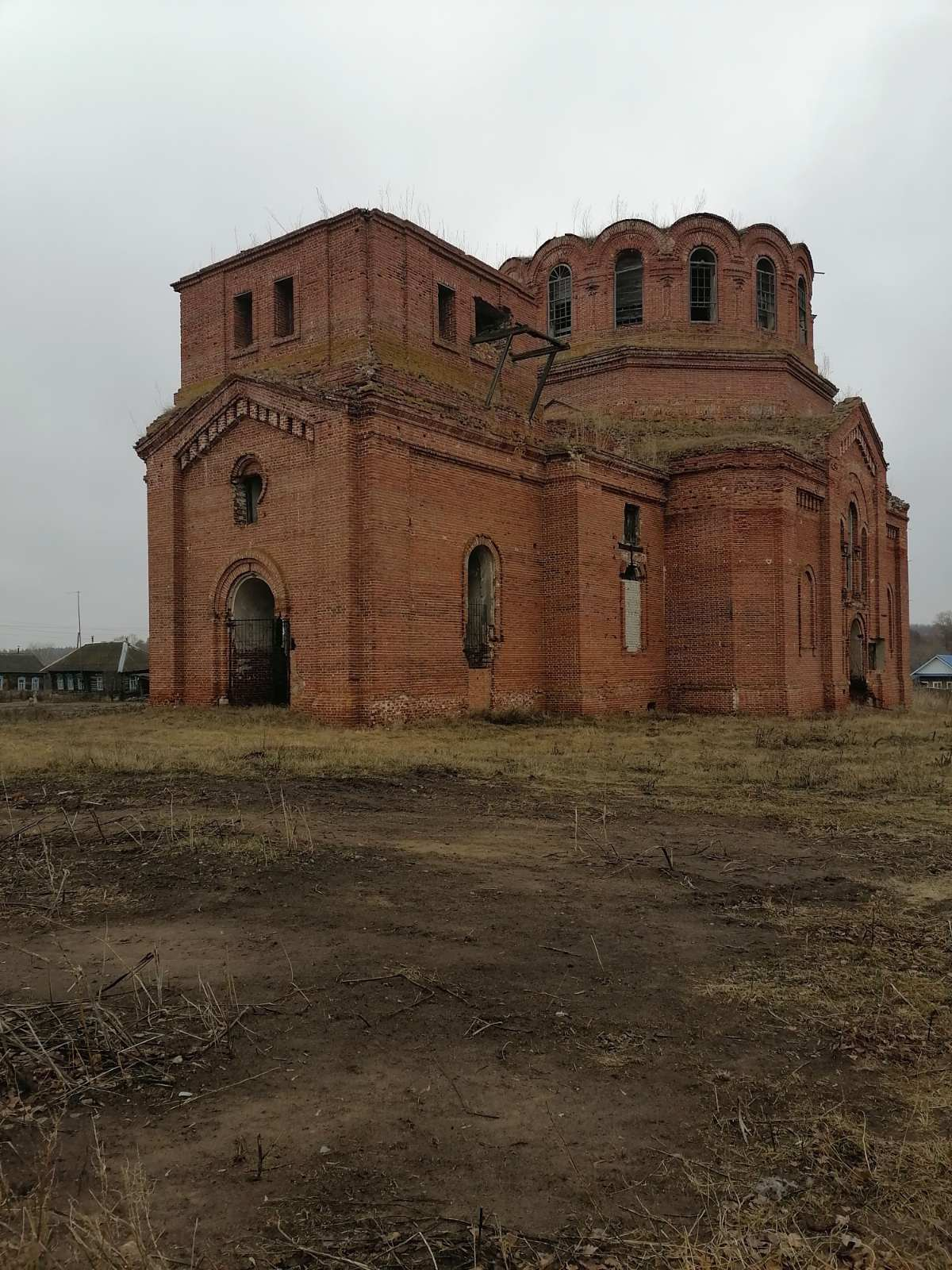
Церковь (общий вид).
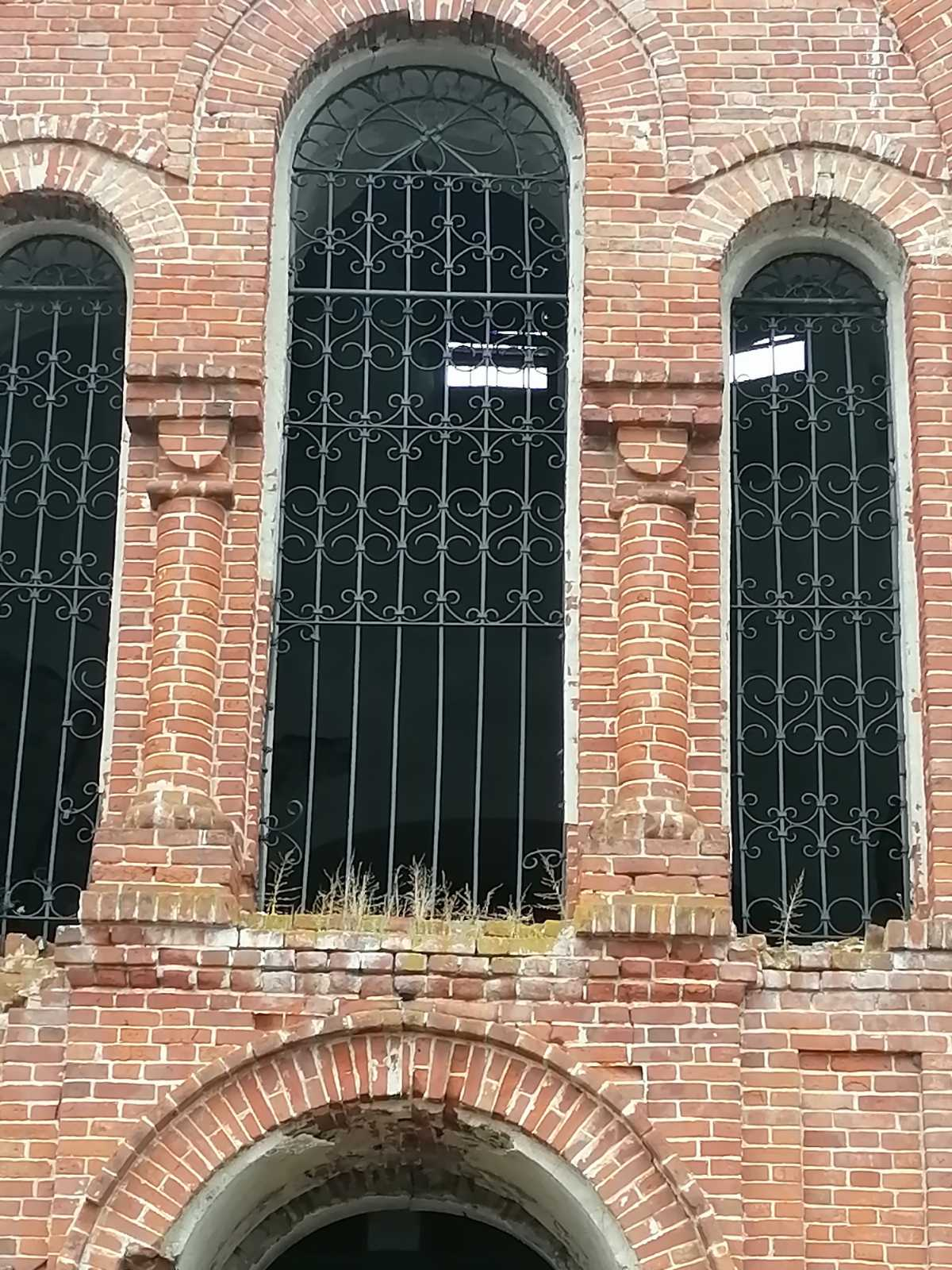
Окна церкви.
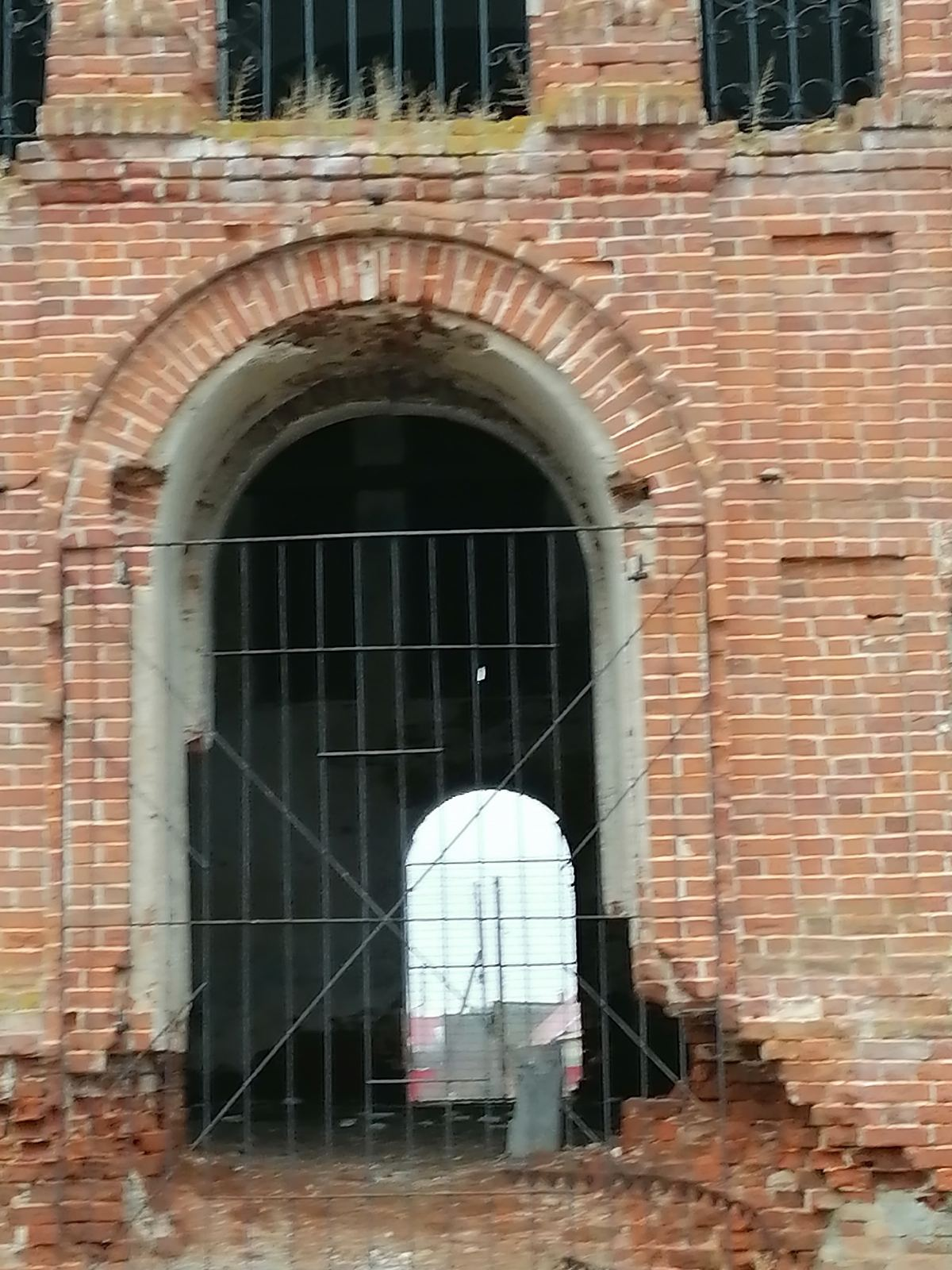
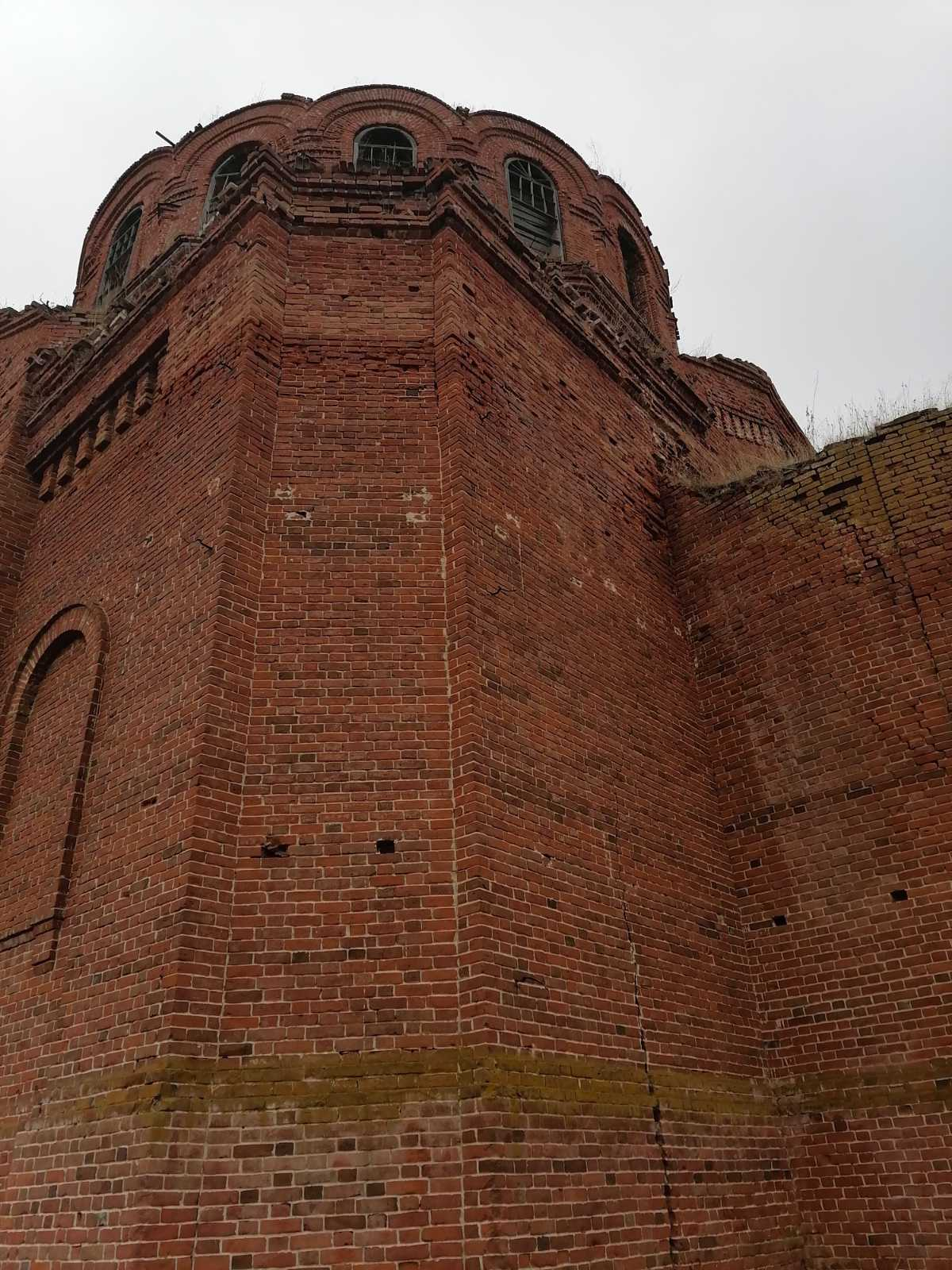
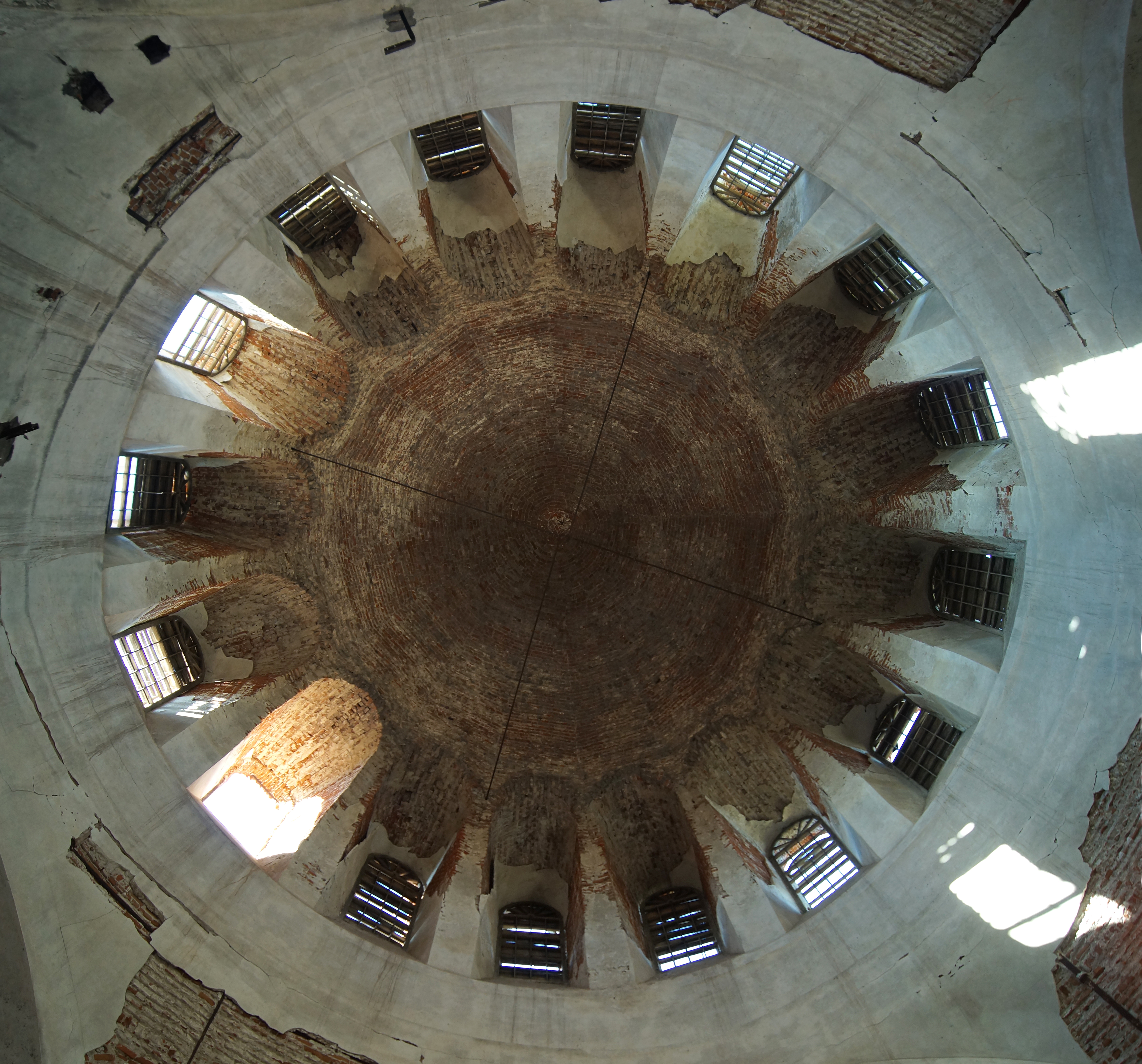
Купол снизу.